# هودوو
هودوو (به چکی: Hodov) یک منطقهٔ مسکونی در جمهوری چک است که در منطقه تربیچ واقع شده است. هودوو ۱۰٫۲۰ کیلومتر مربع مساحت و ۲۹۵ نفر جمعیت دارد و ۵۰۰ متر بالاتر از سطح دریا واقع شده است.